# Āqcheh Mazār
Āqcheh Mazār (persiska: آقچه مزار) är en ort i Iran.   Den ligger i provinsen Qazvin, i den nordvästra delen av landet, 110 km väster om huvudstaden Teheran. Āqcheh Mazār ligger 1 351 meter över havet och antalet invånare är 436.
Terrängen runt Āqcheh Mazār är kuperad söderut, men norrut är den platt. Terrängen runt Āqcheh Mazār sluttar norrut.Runt Āqcheh Mazār är det ganska glesbefolkat, med 27 invånare per kvadratkilometer. Närmaste större samhälle är Eshtehārd, 14,8 km öster om Āqcheh Mazār. Trakten runt Āqcheh Mazār består i huvudsak av gräsmarker.